# Franska Guyanas herrlandslag i fotboll
Franska Guyanas herrlandslag i fotboll började spela 1946, då man hemmaföll med 0-9 mot Nederländska Guyana (senare Surinam).

## Historik
Franska Guyanas fotbollsförbund bildades 1962 och är medlem av Concacaf även om territoriet är en del av Frankrike.

### CONCACAF mästerskap
- 1963 till 1989 - Deltog ej
- 1991 - Kvalade inte in
- 1993 - Kvalade inte in
- 1996 - Kvalade inte in
- 1998 - Kvalade inte in
- 2000 - Kvalade inte in
- 2002 - Deltog ej
- 2003 - Deltog ej
- 2005 - Kvalade inte in
- 2007 - Deltog ej
- 2009 - Deltog ej
- 2011 - Deltog ej
- 2013 - Kvalade inte in
- 2015 - Kvalade inte in

### Karibiska mästerskapet
- 1989 - Kvalade inte in
- 1990 - Kvalade inte in
- 1991 - Kvalade inte in
- 1992 - Kvalade inte in
- 1993 - Kvalade inte in
- 1994 - Kvalade inte in
- 1995 - Första omgången
- 1996 - Kvalade inte in
- 1997 - Kvalade inte in
- 1998 - Kvalade inte in
- 1999 - Drog sig ur
- 2001 - Deltog ej
- 2005 - Kvalade inte in
- 2007 - Deltog ej
- 2008 - Deltog ej
- 2010 - Deltog ej
- 2012 - Första omgången
- 2014 - Första omgången

Franska Guyana tog även brons i CFU-mästerskapet 1983 på hemmaplan. Turneringen var föregångaren till nuvarande Karibiska mästerskapet.